# Plazac
Plazac – miejscowość i gmina we Francji, w regionie Nowa Akwitania, w departamencie Dordogne.
Według danych na rok 1990 gminę zamieszkiwały 543 osoby, a gęstość zaludnienia wynosiła 16 osób/km² (wśród 2290 gmin Akwitanii Plazac plasuje się na 681. miejscu pod względem liczby ludności, natomiast pod względem powierzchni na miejscu 237.).
Nieopodal miejscowości przepływa rzeka Vimont.